# Glandularia bipinnatifida
Glandularia bipinnatifida är en verbenaväxtart som först beskrevs av Thomas Nuttall, och fick sitt nu gällande namn av Thomas Nuttall. Enligt Catalogue of Life ingår Glandularia bipinnatifida i släktet Glandularia och familjen verbenaväxter, men enligt Dyntaxa är tillhörigheten istället släktet Glandularia och familjen verbenaväxter. Arten förekommer tillfälligt i Sverige, men reproducerar sig inte.

## Underarter
Arten delas in i följande underarter:
- G. b. bipinnatifida
- G. b. ciliata